# Alnif
Alnif (arabiska: النيف) är en ort i Marocko, som i folkräkningen räknas som stad i landskommunen med samma namn. Den ligger i provinsen Tinghir och regionen Drâa-Tafilalet, 400 km söder om huvudstaden Rabat. Antalet invånare var 4 728 vid folkräkningen 2014.